# Torre de la Parada

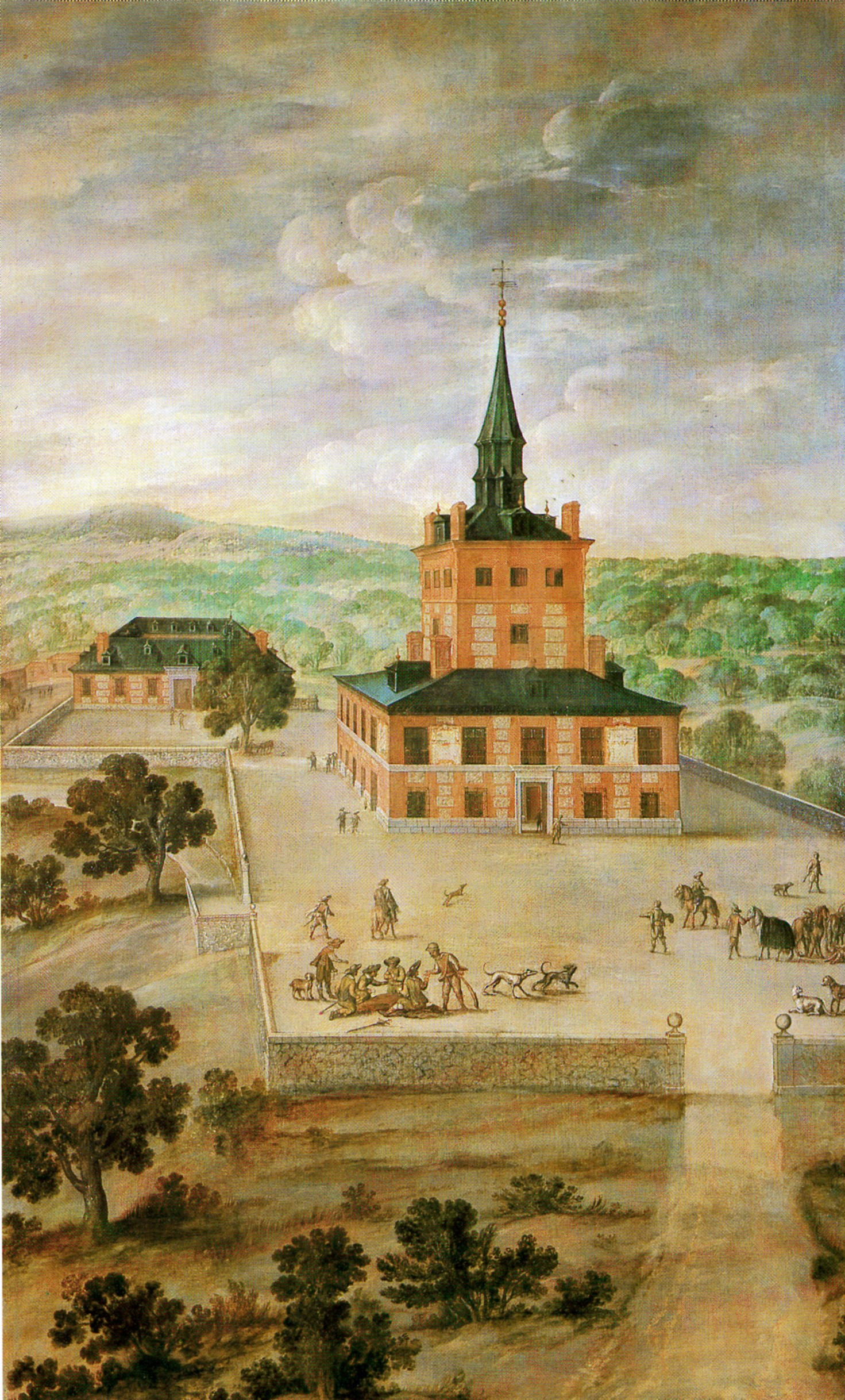
Widok na Torre de la Parada pędzla Félixa Castela, ok. 1640

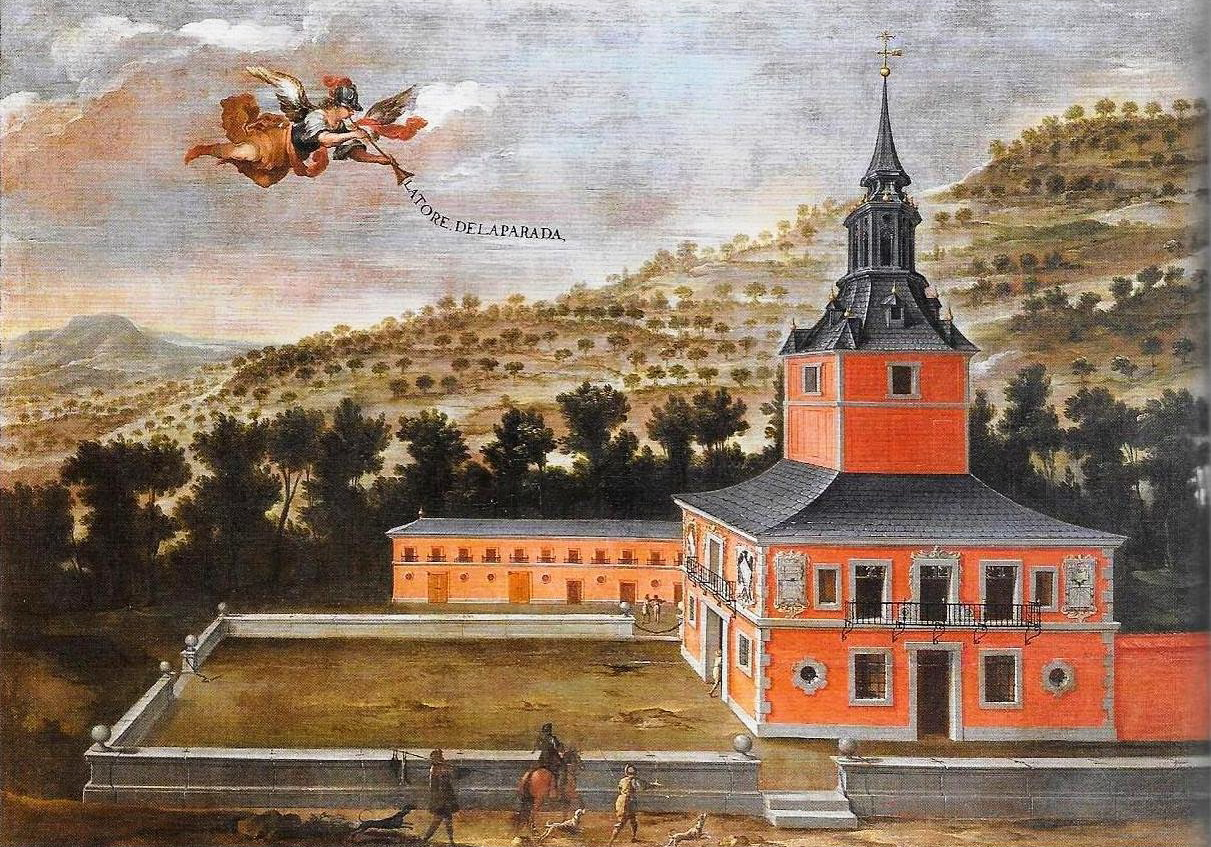
Torre de la Parada, ok. 1670

Torre de la Parada – dawny pawilon myśliwski w formie XVI-wiecznego barokowego pałacyku z wieżą, przeznaczony do użytku królów Hiszpanii i ich świty. Zdobiły go liczne obrazy hiszpańskich i flamandzkich malarzy, które dziś w większości znajdują się w Muzeum Prado. Znajdował się na obrzeżach Madrytu, na terenie dzisiejszego Fuencarral-El Pardo, w pobliżu Pałacu Królewskiego El Pardo w górach Sierra de Guadarrama. W czasie wojny o sukcesję hiszpańską został ograbiony, a następnie zniszczony w pożarze.

## Panowanie Filipa II
Pawilon powstał w latach 1547–1549 z inicjatywy Filipa II, wtedy księcia. Architektem budynku był Luis de Vega, budowę zlecono Sebastianowi i Diego de Hita, za cenę 1500 dukatów. Budynek na planie kwadratu był wykonany z cegły. Pełnił funkcję magazynu do przechowywania broni i innych sprzętów używanych w czasie polowania. Był także miejscem wypoczynku, gdzie król i jego świta mogli się zatrzymać na posiłek w trakcie polowania. Na parterze mieściły się stajnie, na pierwszym piętrze salon i dwie sypialnie, na drugim kaplica i kolejny salon. Na najwyższym piętrze znajdowała się weranda z trzema oknami. Do kompleksu należał także niższy Dom Rzemieślniczy (Casa de Oficios).

## Panowanie Filipa IV
W latach 30. XVII w. nastąpiła transformacja pawilonu zlecona przez Filipa IV. Miała na celu powiększenie budynku umożliwiające dłuższy pobyt króla. Za przebudowę odpowiedzialny był architekt Juan Gómez de Mora. Do dekoracji pawilonu król zatrudnił wiodących malarzy hiszpańskich i flamandzkich, u których zamówił liczne obrazy. Inwentarz sporządzony w 1700 liczy 176 płócien o tematyce myśliwskiej, mitologicznej, religijnej, bukolicznej i dworskiej.
Rubens, który był odpowiedzialny za całokształt dekoracji pawilonu, miał przygotować 60 obrazów o tematyce mitologicznej. Dzieła te powstały w 18 miesięcy, Rubens był autorem wszystkich szkiców przygotowawczych, a w realizacji malowideł pomagali mu Jacob Jordaens, Cornelis de Vos, Jacob Peeter Gowy, Theodoor van Thulden, Jan Boeckhorst, Peeter Symons, Jan Cossiers i inni. Do dziś zachowały się 44 dzieła z tej serii i wiele szkiców.
Do znanych obrazów z pawilonu należą również dzieła Velázqueza, który sportretował Filipa IV w stroju myśliwskim, a także w podobny sposób księcia Baltazara Karola i infanta Ferdynanda. Stworzył także serię oryginalnych portretów dworskich błaznów i karłów.
Kaplicę zdobiło 26 obrazów Vicentego Carducha.

## Panowanie Karola II i Burbonów
Po śmierci Filipa IV pawilon praktycznie nie był używany. Jego następca Karol II nie zajmował się polowaniem ze względu na słabe zdrowie. Podczas jego panowania niektóre obrazy stworzone specjalnie dla tej budowli zmieniły miejsce. Wraz z nadejściem dynastii Burbonów budynek został niemal całkowicie opuszczony. Zbiory sztuki wywieziono do Madrytu i rozmieszczono w różnych rezydencjach królewskich. Podczas wojny o sukcesję hiszpańską pawilon został obrabowany, a następnie stopniowo opróżniony i porzucony. W XIX w. był używany jako strażnica, pożar strawił wtedy resztę budynku. Obecnie pozostały szczątki fundamentów i ruiny Domu Rzemieślniczego.